# Tabernaculum
Das Tabernaculum war ein Zelt, meist ein Offizierszelt in der römischen Antike, insbesondere beim römischen Militär gebräuchlich.

## Etymologie
Das Wort Tabernaculum kommt aus dem Lateinischen und bedeutet so viel wie Hütte, Zelt. Tabernaculum ist die Verkleinerungsform von Taberna.

## Militärische Verwendung
Das Tabernaculum war ein Giebelzelt. Vom Aufbau sehr ähnlich dem Tentorium unterschied es sich nur in der Spannweise: Während das Tentorium über Seile gespannt wurde, bestand das Tabernaculum aus einem fixen Holzrahmen. Es war dadurch stabiler, allerdings auch schwerer zu transportieren. Ursprünglich war das Tabernaculum nur für Offiziere gedacht, doch wohnten in der Spätantike auch gemeine Soldaten in diesem Zelttyp.

## Religiöse Verwendung
Im Römischen Reich wurde eine Tabernaculum genannte Schauhütte vor Abhaltung der Komitien außerhalb der Stadt aufgestellt, in welcher Auguren die Auspizien beobachteten.
In der lateinischen Bibel (Vulgata) wird mit Tabernaculum das Zelt Mischkan bezeichnet, das als tragbares Heiligtum den Israeliten während deren Wanderung durch die Wüste diente und die Bundeslade enthielt.
In der römisch-katholischen Kirche, z. T. auch in anderen Konfessionen, wird mit Tabernaculum, eingedeutscht Tabernakel, der Aufbewahrungsort der Reliqua sacramenti, der in der Eucharistiefeier konsekrierten Hostien, die nach katholischer Lehre Leib Christi sind und bleiben, bezeichnet.
In einigen reformierten Gemeinden und bei den Mormonen ist das Tabernakel hingegen das Kirchengebäude oder Versammlungslokal.